# قرة بورون (بزكش)
قرة بورون (بالفارسية: قره‌بورون) هي منطقة سكنية تقع في إيران في قسم بزكش الریفي. يقدر عدد سكانها بـ 40 نسمة.